# Larry Drew
Pour les articles homonymes, voir Drew.
Larry Drew, né le 2 avril 1958 à Kansas City aux États-Unis, est un joueur et entraîneur américain de basket-ball. Il évoluait au poste de meneur.

## Carrière d'entraîneur

### Cavaliers de Cleveland (2018-2019)
Entraîneur par intérim des Cavaliers de Cleveland en remplacement de Tyronn Lue, il signe un contrat permanent le 6 novembre 2018.
Il est remercié par son club le 11 avril 2019 à la suite de la non-qualification de son équipe pour les playoffs NBA 2019.

## Vie privée
Il est le père du basketteur Larry Drew II.